# 尚弘子
尚 弘子（しょう ひろこ、1932年12月25日 - ）は、日本の栄養学者、琉球大学名誉教授。専門は沖縄の長寿と食文化。元沖縄県副知事（1991年 － 1994年、日本で2番目の女性副知事）。
夫は琉球国王尚泰王の第四王子、尚順の六男である尚詮（1926年-1990年、桃原農園、琉球新報取締役）。

## 略歴

### 学歴
1932年に沖縄県那覇市で生まれる。
ガリオア資金を受け、アメリカ合衆国ミシガン州立大学家政学部に留学。1954年に卒業（学士号取得）し、1956年には同大学大学院で栄養学修士課程を修了する。ガリオア資金留学生の同窓会「金門クラブ」で、後に沖縄県知事となる大田昌秀と面識を得る。
1958年に尚詮と結婚する。1972年に琉球大学で教授に就く。
1982年に「沖縄産甘蔗成分の白ネズミ血清および肝臓脂質に及ぼす影響」にて農学博士（九州大学、乙種）を取得。

### 職歴

#### 琉球大学教授として
1956年に、アメリカより帰国後、すぐに琉球大学講師となる。1972年に琉球大学教育学部教授に昇任。栄養学をベースに沖縄の長寿・食文化を研究する。2005年より、琉球大学名誉教授を務める。

#### 沖縄県副知事として
大田昌秀の県知事選挙での公約に「女性副知事の登用」があったが、人選に難航。「金門クラブ」のメンバーが彼女を推したことで、就任依頼が行われた。夫である尚詮は1年前に亡くなっていたが、政治の世界に非常に興味を持っていたこともあり、彼女は亡き夫の霊の導きもあったのかもしれないと語っている。1991年8月、日本では2番目となる女性副知事として沖縄県副知事に就任し、1994年の任期まで在任した。
その後、沖縄県公安委員会委員長、NHK経営委員会委員、沖縄協会理事、放送大学沖縄学習センター所長、沖縄観光コンベンションビュロー理事、健康科学財団理事、沖縄国際大学理事、沖縄科学技術大学院大学運営委員、沖縄県栄養士会名誉顧問、沖縄県文化振興会理事長などを歴任する。

### 受賞歴
- 1978年、農林水産大臣賞
- 1979年、沖縄県知事賞
- 2006年11月3日、瑞宝中綬章[6]
- 2006年、日本栄養・食糧学会功労者表彰
- 2006年、沖縄県功労賞

## 著書
- 『南の島の栄養学―おいしく食べて元気に長生き』 （沖縄出版、1988年11月、ISBN 978-4900668362）
- 『松山御殿物語 - 明治・大正・昭和の松山御殿の記録 - 』（『松山御殿物語』刊行会、2002年）
- 『暮らしの中の栄養学―沖縄型食生活と長寿』 （ボーダーインク、2008年8月、ISBN 978-4899821465）

### 監修
- 『健康と長寿の島々・沖縄―沖縄の健康食品の素材と薬効を探る』 （アドステイション、2001年4月、ISBN 978-4877110499）
- 『沖縄ぬちぐすい事典―沖縄から伝える健康と長寿』 （プロジェクトシュリ、2002年12月、ISBN 978-4990140700）
- 『第一回沖縄大好き検定問題&解説集―2級・3級全200問 沖縄のことがもっと好きになる!!』 （田名真之著、沖縄大好き検定委員会、2009年9月、ISBN 978-4835617459）
- 『松山御殿の日々―尚順の娘・茂子による回想録』 （知名茂子著、ボーダーインク、2011年1月、ISBN 978-4899821922）

### 編書
- 『大豆タンパク質の加工特性と生理機能』 （日本栄養食糧学会、建帛社、1999年3月、ISBN 978-4767960838）

### 論文
- CiNii>尚弘子

## インタビュー
- 美味肉紀行>尚弘子さん
- 山田養蜂場>山田英生対談録>山田英生×尚弘子

## その他
- 美味しんぼ28巻「長寿料理対決!!」にて本人役で登場している[7]。